# Polarstern (Almanach)

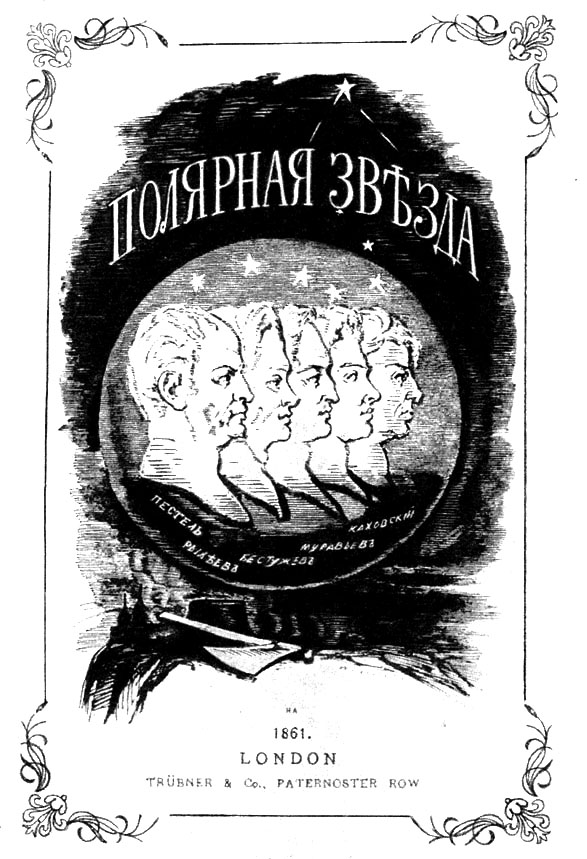
Der Polarstern, Ausgabe von 1861 im Gedenken an die Dekabristen.

Polarstern bzw. Poljarnaja swesda (russisch Полярная звезда, wiss. Transliteration Poljarnaja zvezda) ist der deutsche Name für von Alexander Herzen und Nikolai Ogarjow in London (1855–1862) und Genf (1868) herausgegebene russische Sammelbände. Der Almanach erhielt seinen Namen nach einem früher in St. Petersburg von 1823 bis 1825 erschienenen Dekabristen-Almanach Polarstern, der von Alexander Bestuschew und Kondrati Rylejew herausgegeben wurde. 
Der Polarstern enthielt literarische und gesellschaftspolitische Beiträge und wurde in Russland illegal verbreitet. Insgesamt erschienen acht Bände, die Auflage betrug bis zu 1500 Exemplare. Darin erschienen Herzens Memoiren, Ogarjows Gedichte sowie Werke von Nikolai Nekrassow, Pjotr Wjasemski, Apollon Grigorjew und anderen.

## Quelle
- Karl-Heinz Kasper: Poljarnada swesda. In: Herbert Greiner-Mai (Hrsg.): Kleines Wörterbuch der Weltliteratur. VEB Bibliographisches Institut Leipzig 1983. S. 218.